# Gyroplattform
Eine Gyroplattform ist ein System, das in einem anderen bewegten System unabhängig von Bewegungsänderungsvektoren ist. Es wird verwendet, um die relative Lageveränderung eines Körpers zu erfassen. 
Diese Plattformen sind Bestandteil von Trägheitsnavigationssystemen und Sensoren für Fluglagecomputer. Das manuelle Verfahren dieser Navigation nennt man Koppelnavigation.